# First Contact
『First Contact』（ファースト・コンタクト）は、松澤由美と島みやえい子の同人コラボレーション・シングル。2022年10月30日に発売された。

## 概要
- 元々は別々にレコーディングされたI'veがプロデュースした曲「SNOW」[注 1]のカバー・バージョンでYoutubeにて初共演して以来[1]、本作は初のコラボレーション作品となる[2]。
- 2022年10月30日に開催された同人イベント『M3-2022秋』で限定販売された[3]。

## 収録曲
1. innermost
2. 大好きなままで
3. iridescent
4. innermost (instrumental)
5. 大好きなままで (instrumental)
6. iridescent (instrumental)